# Herringen
Herringen ist ein Ortsteil der westfälischen Stadt Hamm. Er liegt im gleichnamigen Stadtbezirk.

## Geographie

### Lage
Herringen liegt westlich des Zentrums der Stadt Hamm. Im Norden bildet die Lippe die Grenze. Direkt südlich der Lippe durchquert der Datteln-Hamm-Kanal das Ortsgebiet.

### Gliederung
Zu Herringen gehören die Siedlungen Nordherringen und Ostfeld (im Norden) und Isenbeck (im Nordosten). Der westliche Teil des Ortes wird oft als Westherringen bezeichnet.

### Nachbargemeinden
Herringen grenzte im Jahr 1967 im Uhrzeigersinn im Norden beginnend an die Gemeinden Stockum und Bockum-Hövel (beide damals im Kreis Lüdinghausen), an die Stadt Hamm und an die Gemeinden Wiescherhöfen, Pelkum, Lerche und Sandbochum (einschließlich Bockum-Hövel alle heute zu Hamm).

## Geschichte
Das erste Mal urkundlich erwähnt wird Herringen (Heringhe) als Pfarrkirche der Erzbischöfe von Köln in einer am 6. August 1032 ausgestellten Schenkungsurkunde, die die Pfarrei der Abtei Deutz übereignet. 1147 wurde der Ort urkundlich Heringe und 1253 Heringhen genannt.
Herringen gehörte im Spätmittelalter und der Frühen Neuzeit in eigener Bauerschaft  (Heringen) im Amt Hamm zur Grafschaft Mark. Laut dem Schatzbuch der Grafschaft Mark von 1486 hatten die 19 Steuerpflichtigen in der Bauerschaft zwischen 1 oirt und 6 Goldgulden an Abgabe zu leisten. Im Jahr 1705 waren in der vergrößerten Bauerschaft 34 Steuerpflichtige mit Abgaben an die Rentei Hamm im Kataster verzeichnet. Größter Steuerzahler war der Schulte zu Herringen.
Im 19. Jahrhundert gehörte Herringen bei der Errichtung der Ämter in der preußischen Provinz Westfalen zum Amt Pelkum im Kreis Hamm. Im Jahr 1885 gab es in der Landgemeinde Herringen auf 1020 ha Fläche, davon 489 ha Ackerland, 41 ha Wiesen, 118 ha Holzungen, 3 Wohnplätze, 107 Wohnhäuser mit 115 Haushaltungen und 701 Einwohner.  Anlässlich der Auskreisung der Stadt Hamm am 1. April 1901 wurde aus dem Kreis der Landkreis Hamm. Nach einer Gebietserweiterung im Jahr 1929 wurde dieser im Oktober 1930 in Kreis Unna umbenannt.
Am 30. Juni 1965 wurde Herringen aus dem Amt Pelkum ausgegliedert. Zum 1. Januar 1968 wurde Herringen jedoch zusammen mit den Gemeinden Lerche, Pelkum, Sandbochum und Weetfeld sowie Teilen von Wiescherhöfen zur neuen Gemeinde Pelkum zusammengeschlossen. Diese 40,65 km² große Gemeinde mit 25.337 Einwohnern wurde durch das Münster/Hamm-Gesetz mit Wirkung vom 1. Januar 1975 wieder aufgelöst und in die kreisfreie Stadt Hamm eingemeindet.
Bereits 1967 war eine Gemeindepartnerschaft mit Neufchâteau (Lothringen) geschlossen worden, die nach der Eingemeindung auf Hamm überging.

## Einwohnerentwicklung
| Jahr | Einwohner |
| ---- | --------- |
| 1849 | 00.607    |
| 1910 | 01.527    |
| 1931 | 11.167    |
| 1956 | 15.222    |
| 1961 | 14.769    |

## Verkehr

### Straßen
Die Landesstraße L 736 verbindet Herringen im Osten mit Hamm sowie im Westen mit Sandbochum, Rünthe und Lünen. Die Landesstraße L 881 stellt im Norden eine Verknüpfung mit Bockum und im Süden mit Wiescherhöfen her.
Die Kreisstraße K 17 folgt im Norden hauptsächlich der Johannes-Rau-Straße, früher der Lünener Straße.

### Öffentlicher Personennahverkehr
Herringen ist durch die Linien 1, 7 und 9 der Stadtwerke Hamm mit dem Hammer Zentrum verbunden. Außerdem verkehrt die Schnellbuslinie S 20 der Verkehrsgesellschaft Kreis Unna von Herringen (Quellenstraße) nach Sandbochum, Bergkamen und Lünen.

## Bemerkenswertes
Der Lippedeich in Hamm-Herringen ist mit 17 m Höhe der höchste Flussdeich Deutschlands.